# 特魯比亞特欽斯基冰原島峰
68°20′S 49°38′E / 68.333°S 49.633°E
特魯比亞特欽斯基冰原島峰是南極洲的冰原島峰，位於恩德比地，屬於奈伊山脈的一部分，處於阿爾德迪斯峰以南13公里，現時由南極條約體系管理。